# Aneugmenus
Aneugmenus is een geslacht van  echte bladwespen (Tenthredinidae).

## Soorten
- Aneugmenus bibolinii Zombori, 1979
- Aneugmenus coronatus (Klug, 1818)
- Aneugmenus fuerstenbergensis (Konow, 1885)
- Aneugmenus oertzeni (Konow, 1887)
- Aneugmenus padi (Linnaeus, 1761)
- Aneugmenus temporalis (C.G. Thomson, 1871)